# Goszcza
Goszcza – wieś w Polsce położona w województwie małopolskim, w powiecie krakowskim, w gminie Kocmyrzów-Luborzyca.
Integralne części miejscowości: Kielnik, Podporąbcze, Stara Wieś, Załęcze.
Wieś sufraganii krakowskiej w powiecie proszowickim województwa krakowskiego w końcu XVI wieku. W latach 1954–1968 wieś należała i była siedzibą władz gromady Goszcza, po odłączeniu wsi Goszcza od gromady Luborzyca. W latach 1975–1998 miejscowość administracyjnie należała do województwa krakowskiego.
Goszcza położona jest ok. 20 km od Krakowa przy linii kolejowej Kraków – Warszawa. Prawie cała wieś położona jest w dolinie i otoczona jest licznymi wzniesieniami, których wysokość nad poziomem morza dochodzi do 300 m.

## Historia
- 1198 – po raz pierwszy pojawiła się informacja o istnieniu Goszczy – dokument biskupa krakowskiego Gedki,
- 1279 – Goszcza stała się własnością Kapituły krakowskiej,
- 1373–1374 Goszcza została siedzibą parafii,
- 1474 – zniszczenie wsi przez niepłatne wojska zaciężne,
- 1524 – niemal całkowite opustoszenie wsi z powodu panującej zarazy,
- 1874 – Goszcza została odebrana Kościołowi i przeszła na rzecz skarbu Rosji, a następnie przekazana w ręce prywatnych właścicieli (Szczepański, potem kolejno rodziny Zubrzyckich i Stolzmanów)[6].

W Goszczy  podczas powstania styczniowego od 6 do 12 marca 1863 roku, stacjonował oddział powstańczy pod dowództwem generała Mariana Langiewicza.Obóz powstańczy słusznie był zlokalizowany blisko granicy i niedaleko Krakowa, co ułatwiało przerzucanie broni, wyposażenia, oraz ochotników z zaboru austriackiego. Oddział powstańczy rozrósł się tutaj do około 3 tysięcy ludzi i  zgrupowanie potraktowano jako korpus.
11 marca 1863 generał Marian Langiewicz podczas uroczystej odprawy złożył przysięgę na wierność narodowi oraz ogłosił się dyktatorem powstania.
W czasie tutejszego pobytu Langiewicz mieszkał w tutejszym dworze.

## Zabytki
Obiekty wpisane do rejestru zabytków nieruchomych województwa małopolskiego.
- kościół parafialny pw. Św. Wawrzyńca, kaplica–kostnica, ogrodzenie, plebania, cmentarz przykościelny, drzewostan;
- cmentarz parafialny i wojenny;
- zespół dworski, dwór, park.

22 kwietnia 2010 roku na uroczysku Niedźwiedź w leśnictwie Goszcza posadzono 96 Dębów Smoleńskich upamiętniających ofiary katastrofy polskiego Tu-154 w Smoleńsku. W trakcie uroczystości sadzenia drzew w szczególny sposób upamiętniono ofiary z Małopolski:  gen. Bronisława Kwiatkowskiego, Wiesława Wodę, Jerzego Szmajdzińskiego i gen. Włodzimierza Potasińskiego.